# Josef Fischer (jurist)
Josef Teofil Fischer, född 6 september 1873 i Älgarås församling, Skaraborgs län, död 27 juni 1957 i Kristianstads Heliga Trefaldighets församling, var en svensk jurist. 
Fischer, som var son till kyrkoherde Adolf Fischer och Emilia Fischer, blev juris utriusque kandidat vid Uppsala universitet 1899. Efter tingstjänstgöring i Marks, Vedens och Bollebygds häraders domsaga 1899–1902 blev han extra länsnotarie vid länsstyrelsen i Skaraborgs län 1902, andre länsnotarie 1908, förste länsnotarie 1909, länsassessor 1917 och var landssekreterare i Kristianstads län 1918–1938.